# 高根澤町
高根澤町（日语：／ Takanezawa machi */?）是位於栃木縣中央東部，屬鹽谷郡的一町。